# Тібулл
Áльбій Тібу́лл (лат. Albius Tibullus; 55 — 19 роки до н. е.) — давньоримський поет, майстер любовної елегії. Жив за часів імператора Октавіана Августа.

## Життєпис
Народився у маєтку Габії поблизу м. Педа (Лаціум). Належав до стану вершників. Його родина була досить заможною. Хоча у 41 році до н. е. частину батьківського маєтку конфіскували для надання землі ветеранам, фінансове становище Тібулла залишалося непоганим. Батько його рано помер, вихованням Тібулла займалася старша сестра.
Відомо, що Тібулл супроводжував Валерія Мессалу Корвіна під час його Аквітанського походу (31-30 роки до н. е.). Він зміг стати другом Мессала й повернутися із військовою здобиччю. Зблизило Мессала і Тібулла спільні ідеали. Вони протистояли владі Октавіана Августа і підтримували республіканські погляди. Під час східного походу Мессали Тібулл знову супроводжував друга. Під час цього Тібулл раптово захворів й вимушений був залишитися на о. Керкірі. Після одужання він знову приєднався до Мессали, а потім вони разом повернулися до Риму.
З цього моменту Тібулл займався лише літературною діяльністю. Входив до літературного гуртка Корвіна Мессали, яке діяло на противагу об'єднанню Мецената. Тібулл дружив з Горацієм, який присвятив йому послання і оду.
Він раптово помер у розквіті своїх життєвих і творчих сил у 19 році до н. е., майже одразу після Вергілія. Смерть Тібулла справила неабияке враження на тогочасний Рим, як це видно з його сучасника Доміція Марса та елегії, в якій Овідій закріпив пам'ять свого попередника.

## Творчість
Тібулл писав лише елегії, залишивши після себе дві книги.

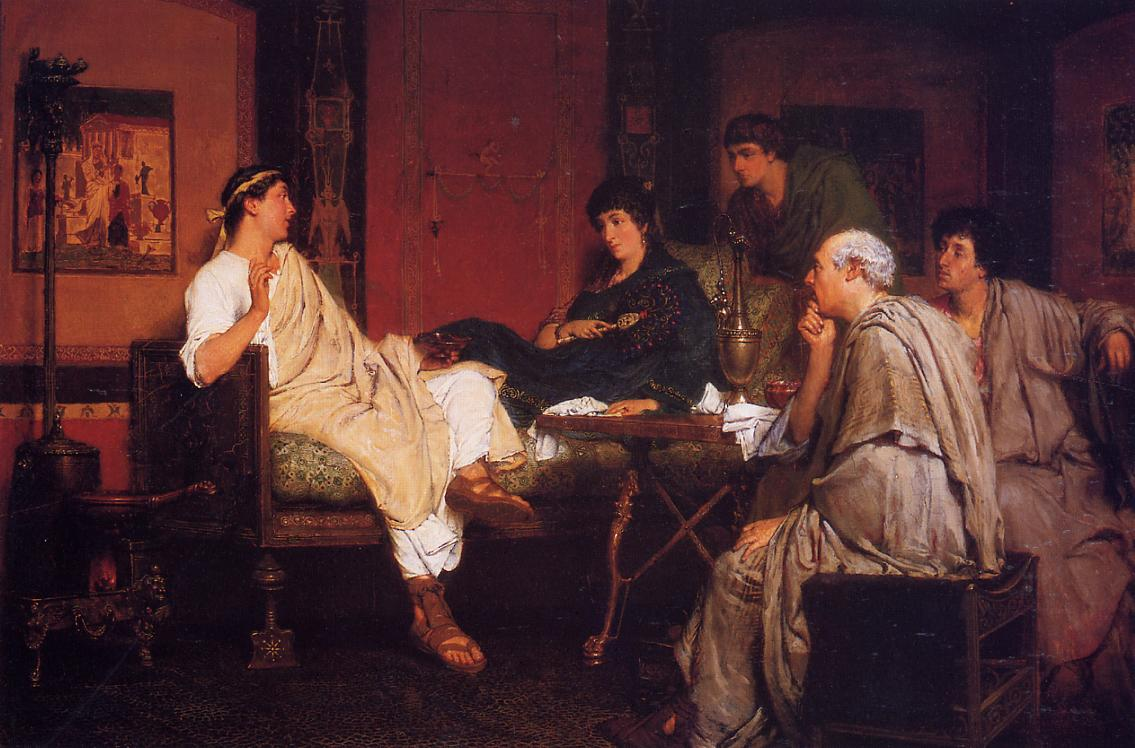
Тібулл і Делія

Перша книга складається з 10 віршів, написаних між 26 та 30 роками до н. е. Вона присвячена коханій Тібулла, яку, за словами Апулея, звали Планія, що означає «ясна», але поет переклав це ім'я давньогрецькою мовою і називав її Делією. У першій книзі кілька елегій присвячені любові до хлопчика, якого звали Марат.
Друга книга елегій була написана у період між 25 і 19 роками до н. е. і складалася з 6 віршів. У трьох віршах описується кохання до жінки, яку він називає Немезидою, ймовірно, пов'язуючи з ім'ям богині помсти Немезиди. В інших трьох елегіях описується село, звичаї селян, їх доброта і чесність.
Характерною рисою його віршів було намагання піти від реальності у світ мрій. Любов, оспівування сільського життя, благочестя, ненависть до війни — це основні теми елегій Тібулла. Водночас у його віршах немає жодного спомину Августа, його діянь і інших політичних подій його часу. Єдиний спогад про сучасність постає в прославлянні Мессали, йому присвячена 7-а елегія. У ній згадується про перемоги і походи Мессали.
Великий вплив на Тібулла справляла школа александрійців. Він часто-густо використовував готові порівняння та характери, «загальних місць», що стало особливістю елегічної поезії.
У поезії Тібулла закарбувалися побут та звичаї Рима початку Римської імперії. Деякі теми, що започаткував Тібулл у подальшому розроблялися іншими елегіками, зокрема Овідієм.
Мова Тібулла витончена та проста, відсутня надмірне вченість та повчальність. Це додає його віршам більшу привабливість.
Тібулл є майстром елегійного двовірша. Поезія Тібулла високо цінувалася його сучасниками, а також нащадками. Його називали славою римської елегії.

## Твори
- 1-а Книга елегій (присвячена Делії, справжнє ім'я якої Планія).
- 2-а Книга елегія (присвячена Немесіді).